# Rumpler C.I
Pour l’article homonyme, voir Rumpler.
Le Rumpler C.I est un biplan allemand de reconnaissance de la Première Guerre mondiale.
Certains ont été équipés de moteur Basse und Selve 260 ch.